# Dobri Do (Bośnia i Hercegowina)
Dobri Do – wieś w Bośni i Hercegowinie, w Federacji Bośni i Hercegowiny, w kantonie hercegowińsko-neretwiańskim, w gminie Neum. W 2013 roku liczyła 42 mieszkańców, z czego większość stanowili Chorwaci.